# Европейский маршрут E44
Европейский маршрут Е44 — европейский автомобильный маршрут от Гавра, Франция до Альсфельда, Германия.
Маршрут проходит с запада на восток через Францию, Люксембург и Германию.

## Города, через которые проходит маршрут
- Франция: Гавр — Амьен — Сен-Кантен — Шарлевиль-Мезьер — Лонгви —
- Люксембург: Люксембург —
- Германия: Трир — Виттлих — Кобленц — Вецлар — Гисен — Альсфельд

Е44 связан с маршрутами
| - E05 - E402 - E15 - E46 |  | - E25 - E421 - E29 - E422 |  | - E42 - E40 - E41 |

## Фотографии

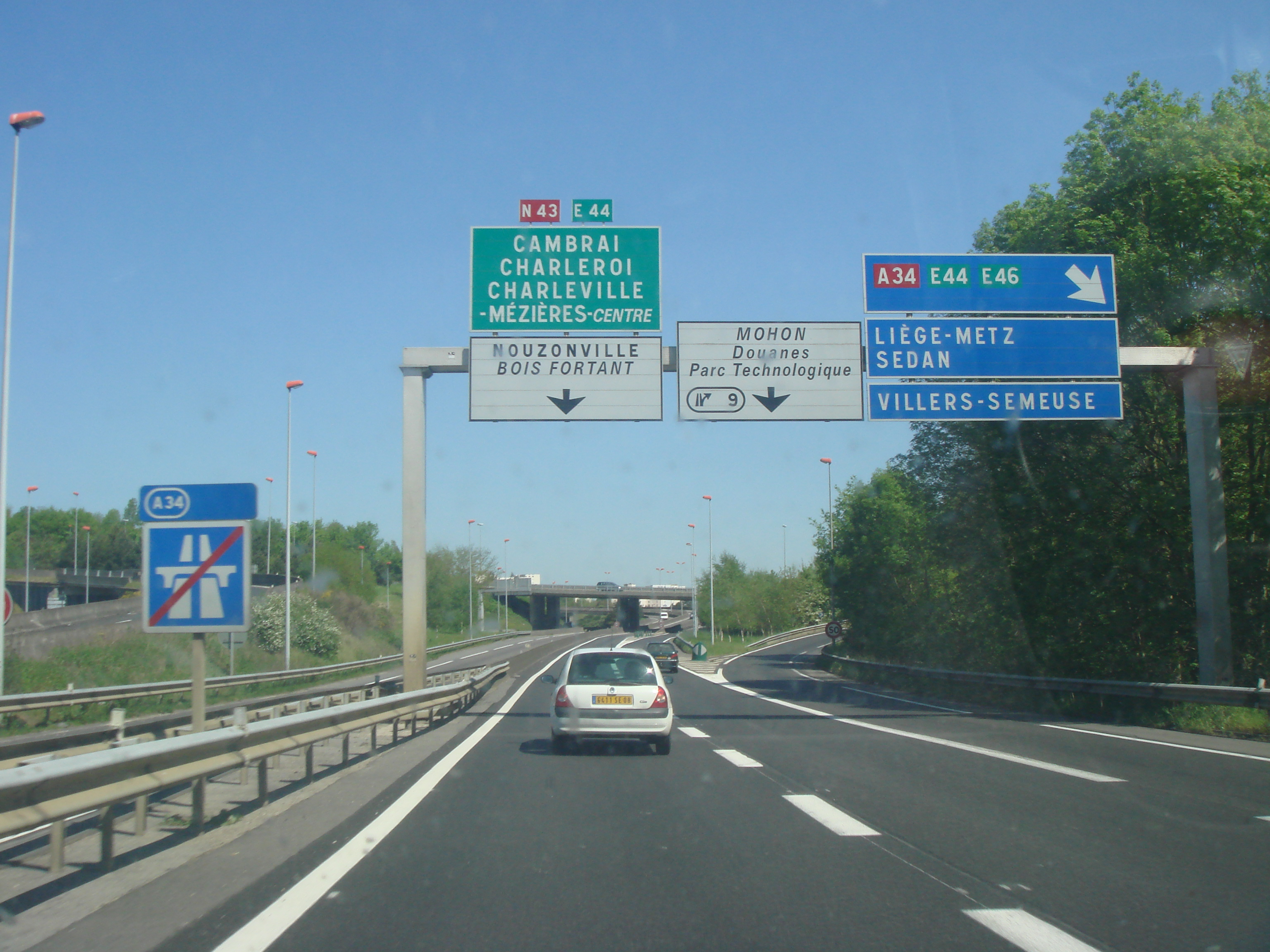
Е44 возле Шарлевиль-Мезьер
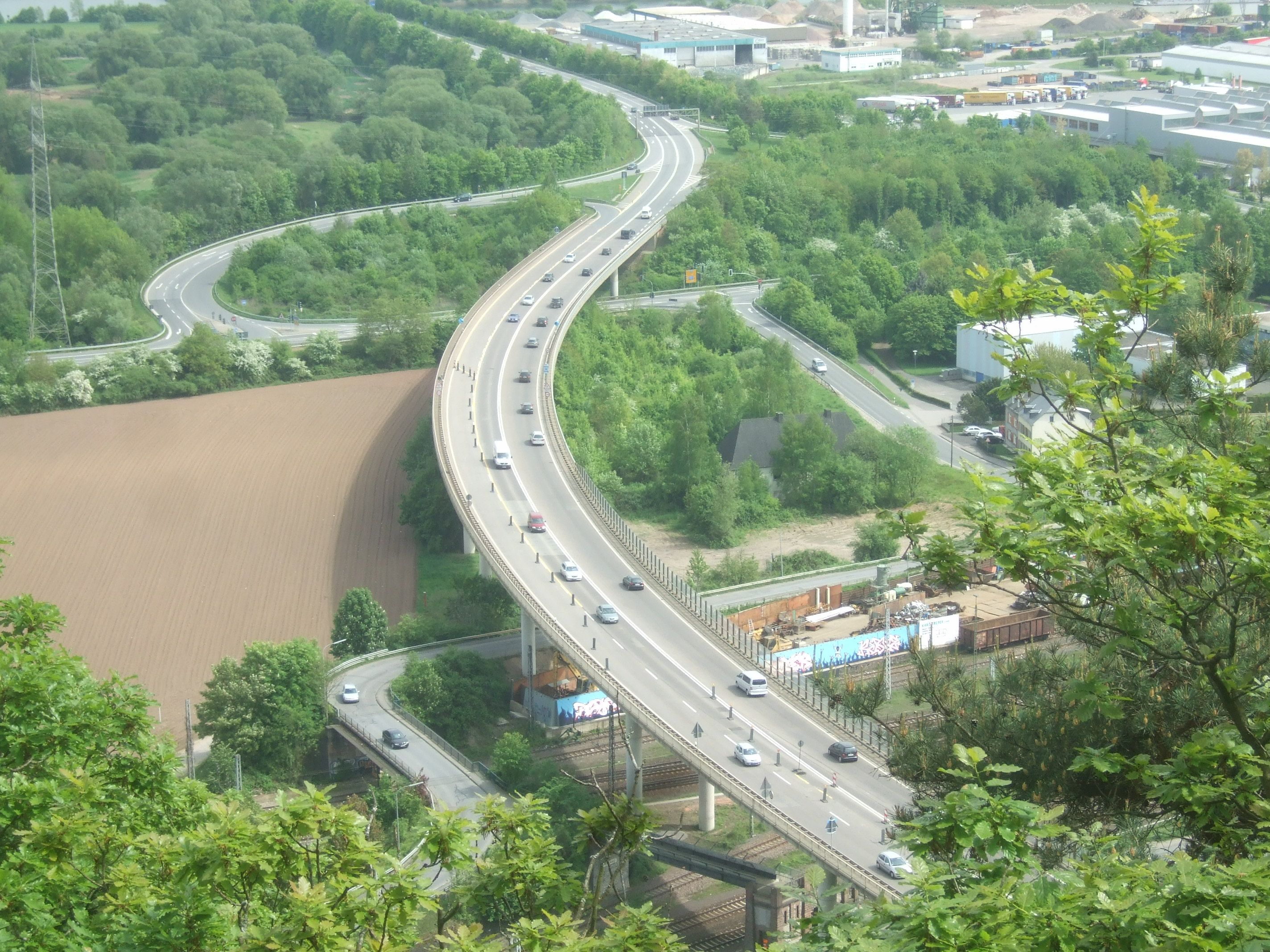
Е44 возле Трира
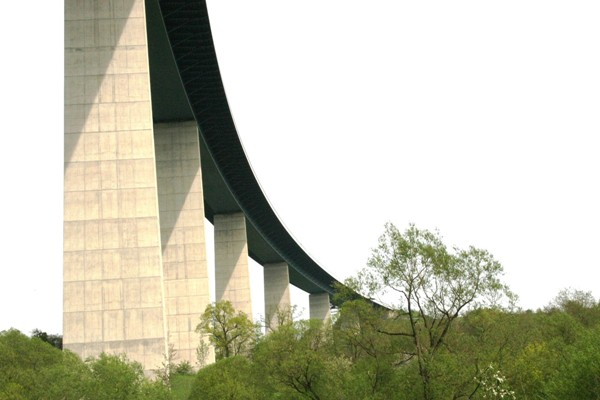
Мост в восточной части Люксембурга через реку Сюр